# Onychoprion
Onychoprion es un género de aves marinas Charadriiformes de la familia de los estérnidos, tiene cuatro especies.

## Especies
- Onychoprion lunatus. Charrán lunado.
- Onychoprion anaethetus. Charrán embridado.
- Onychoprion fuscatus. Charrán sombrío.
- Onychoprion aleuticus. Charrán aleuteano.